# Her Awakening
Her Awakening é um filme mudo estadunidense do gênero dramático de 1911 em curta-metragem. Com direção do cineasta D. W. Griffith, o filme foi estrelado por Mabel Normand. O filme ajudou a lançar a carreira de Normand, atuando como seu segundo filme.

## Elenco
- Mabel Normand
- Harry Hyde
- Kate Bruce
- Edwin August
- William J. Butler
- Donald Crisp
- Frank Evans
- Robert Harron
- J. Jiquel Lanoe
- Fred Mace
- Charles Hill Mailes
- Vivian Prescott
- W.C. Robinson
- Marion Sunshine
- Kate Toncray

## Produção
O filme foi produzido por Biograph Company. Foi filmado em Fort Lee, Nova Jérsei.

## Distribuição
Distribuído por General Film Company, o filme de curta-metragem foi lançado nos cinemas dos Estados Unidos em 28 de setembro de 1911. Cópias do filme sobrevivem na George Eastman House.